# Nancy Youngblut
Nancy Sue Youngblut (* 14. Februar 1953 in Waterloo, Iowa) ist eine US-amerikanische Film-, Fernseh- und Theaterschauspielerin sowie Bühnenregisseurin.

## Leben
Youngblut besuchte die St. Catherine University in Saint Paul, Minnesota und die University of Georgia, die sie mit einem Master of Fine Arts in Theaterregie absolvierte. Auf der Bühne war sie neben ihrer Tätigkeit als Regisseurin auch als Schauspielerin zu sehen, so etwa als Heidi in The Heidi Chronicles am The Cleveland Playhouse und als Anna in der Broadway-Aufführung Burn This.
Auf der Leinwand verkörperte sie die Dunleavy in Fred Gallos Thriller L.A. Ripper (1992), die Mutter in Alan und Gabe Polskys Drama The Motel Life (2012) und die Puppenspielerin in Joe Clarkes Drama Alta Vista (2020). Zu den zahlreichen Fernsehserien, in denen sie Auftritte hatte, zählen Dr. Quinn – Ärztin aus Leidenschaft (1993), Diagnose: Mord (1996, 1998), Star Trek: Raumschiff Voyager (1997), Star Trek: Deep Space Nine (1998), Weeds – Kleine Deals unter Nachbarn (2012), Perception (2013) und Alesia: Ground Zero (2015). Für ihr Wirken in dem Kurzfilm Imaginary Friends bekam sie 2018 zusammen mit ihren Kollegen Jason C. Brown (Regisseur), Tara Jayn, Natalie Lynch, James Mathis III, Brian Ames, Jeremy Guskin, Paula Rhodes, Jon Southwell, Fred Cross, Georgan George, Alexandra Dorman, Allen Rueckert und Brett Schlank auf dem Twister Alley International Film Festival den Jury Prize in der Kategorie „Best Ensemble – Comedy Short“.

## Filmografie

### Filme
- 1988: Mars: Base One (Fernsehfilm)
- 1991: Zwischen Leben und Tod (Absolute Strangers, Fernsehfilm)
- 1992: L.A. Ripper (The Finishing Touch)
- 1993: Arly Hanks (Fernsehfilm)
- 1994: Roseanne & Tom: Behind the Scenes (Fernsehfilm)
- 1997: Foto Novelas: Mangas (Fernsehfilm)
- 2012: The Motel Life
- 2015: Lunch, Interrupted (Kurzfilm)
- 2017: Imaginary Friends (Kurzfilm)
- 2020: Alta Vista

### Fernsehserien
- 1988: Jung und Leidenschaftlich – Wie das Leben so spielt (As the World Turns, eine Folge)
- 1989: Kate & Allie (eine Folge)
- 1989: Men (eine Folge)
- 1990: The Baby-Sitters Club (eine Folge)
- 1991: Murphy Brown (eine Folge)
- 1991: Lifestories (eine Folge)
- 1991: Das Schicksal der Jackie O. (A Woman Named Jackie, Miniserie, 2 Folgen)
- 1992: Clarissa (Clarissa Explains It All, eine Folge)
- 1992: Doogie Howser, M.D. (eine Folge)
- 1993: Wunderbare Jahre (The Wonder Years, eine Folge)
- 1993: Dr. Quinn – Ärztin aus Leidenschaft (Dr. Quinn, Medicine Woman, 2 Folgen)
- 1995: Emergency Room – Die Notaufnahme (ER, eine Folge)
- 1995: Hör mal, wer da hämmert (Home Improvement, eine Folge)
- 1996, 1998: Diagnose: Mord (Diagnosis Murder, 2 Folgen)
- 1997: Star Trek: Raumschiff Voyager (Star Trek: Voyager, eine Folge)
- 1998: Star Trek: Deep Space Nine (eine Folge)
- 2003: Lady Cops – Knallhart weiblich (The Division, eine Folge)
- 2006: CSI: Vegas (CSI: Crime Scene Investigation, 2 Folgen)
- 2007: The Unit – Eine Frage der Ehre (The Unit, eine Folge)
- 2007: Without a Trace – Spurlos verschwunden (Without a Trace, eine Folge)
- 2008: The Shield – Gesetz der Gewalt (The Shield, eine Folge)
- 2008: Bones – Die Knochenjägerin (Bones, eine Folge)
- 2008: Cold Case – Kein Opfer ist je vergessen (Cold Case, eine Folge)
- 2010: Law & Order: LA ( Law & Order: Los Angeles, eine Folge)
- 2012: Desperate Housewives (eine Folge)
- 2012: Weeds – Kleine Deals unter Nachbarn (Weeds, 3 Folgen)
- 2013: Shameless (eine Folge)
- 2013: Perception (2 Folgen)
- 2014: The Bridge – America (The Bridge, eine Folge)
- 2015: Dogs & Me (eine Folge)
- 2015: Social Medium (eine Folge)
- 2015: Alesia: Ground Zero (3 Folgen)
- 2016: The Fosters (eine Folge)
- 2017: Love (eine Folge)
- 2018: Shooter (eine Folge)
- 2020: 9-1-1 (eine Folge)
- 2021: Rebellin (Rebel, eine Folge)
- 2023: Navy CIS (eine Folge)